# Kreuzigungsgruppe (Pingsheim)

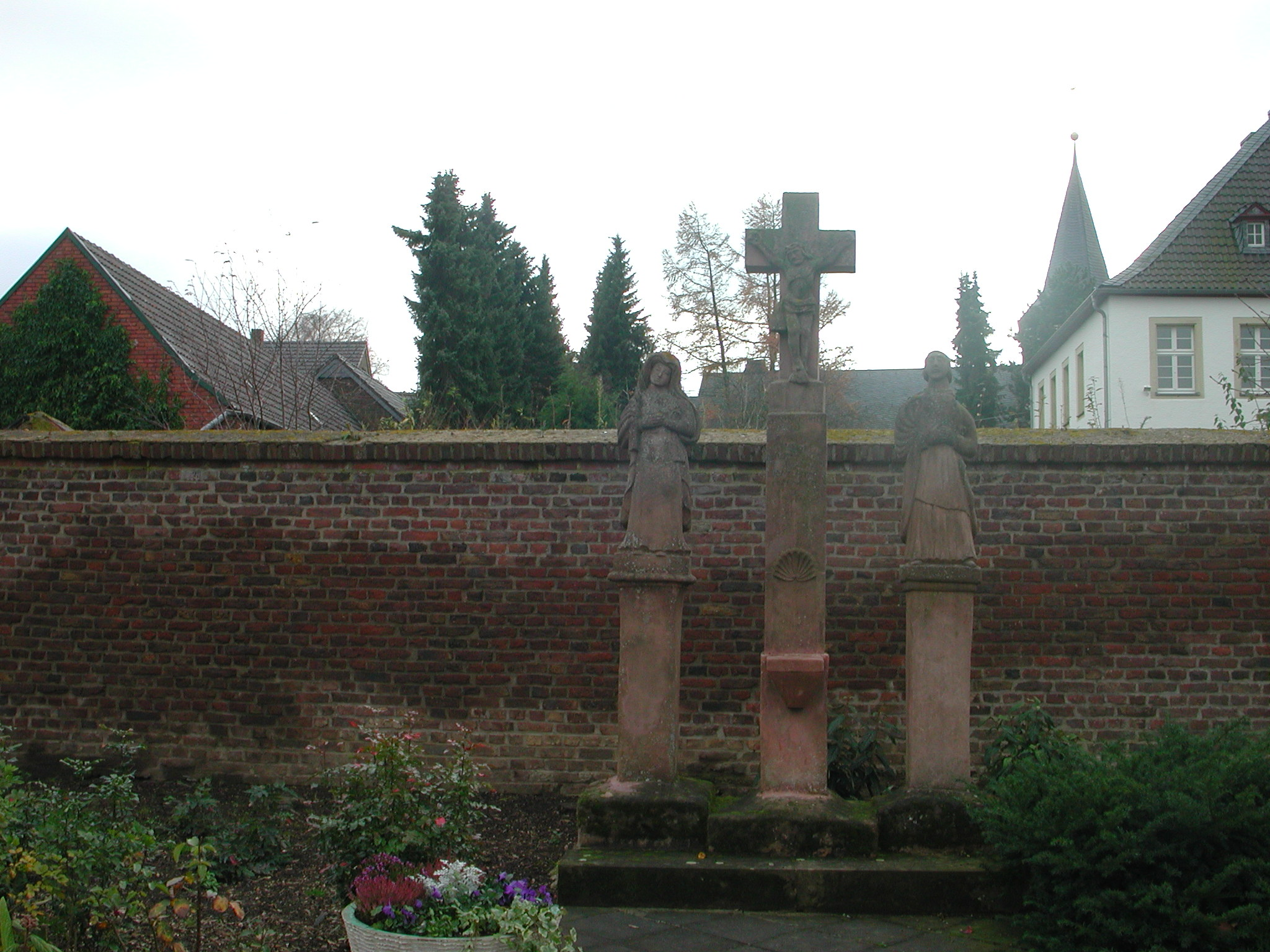
Die Kreuzigungsgruppe 2004

Die denkmalgeschützte Kreuzigungsgruppe steht in Pingsheim, einem Ortsteil der Gemeinde Nörvenich im Kreis Düren in Nordrhein-Westfalen.
Die Kreuzigungsgruppe stammt aus dem 18. Jahrhundert und steht in der Ortsmitte. Sie wurde aus verkehrstechnischen Gründen in den 1960er Jahren versetzt. Jetzt steht sie neben dem Zehnthof, der bis zur Säkularisation im Eigentum von Groß St. Martin in Köln stand.
Die Pingsheimer Figuren sind derber gestaltet als die im benachbarten Dorweiler. Eine in den 1960er Jahren durchgeführte Renovierung hat dem Denkmal keine Vorteile gebracht. Gesichter und Gewandfalten sind verändert und unsachgemäß mit Zement behandelt worden. Eine erneute Restaurierung im Jahre 1986 konnte nicht viel wieder gutmachen. 
Zusammen mit der Pfarrkirche St. Martinus, dem barocken Pastorat und dem Zehnthof bildet die Figurengruppe einen prägenden Dorfmittelpunkt. 
Koordinaten: 50° 48′ 0,3″ N, 6° 41′ 36,1″ O